# Apogonia borneensis
Apogonia borneensis är en skalbaggsart som beskrevs av Moser 1915. Apogonia borneensis ingår i släktet Apogonia och familjen Melolonthidae. Inga underarter finns listade i Catalogue of Life.